# (1654) Bojeva
(1654) Bojeva – planetoida z grupy pasa głównego asteroid okrążająca Słońce w ciągu 5 lat i 86 dni w średniej odległości 3,01 au. Została odkryta 8 października 1931 roku w Obserwatorium Simejiz na górze Koszka na Półwyspie Krymskim przez Piełagieję Szajn. Nazwa planetoidy pochodzi od Niny Fiedorowny Bojewy (1890–1956), radzieckiej astronom z Instytutu Astronomii Teoretycznej w Leningradzie. Przed nadaniem nazwy planetoida nosiła oznaczenie tymczasowe (1654) 1931 TL.